# فحص طبي مضاد
الفحص الطبي المضاد (بالفرنسية: Contre-visite médicale)‏ هو فحص طبي يقوم به طبيب فاحص في منزل الموظف، أو في مكتب الطبيب الفاحص عن طريق الاستدعاء إذا لزم الأمر. يسمح بالتحكم في العجز عن العمل لأسباب طبية، وليس الحكم على طبيعة الحالة. تؤكد الشركات في هذا القطاع أن الفحص الطبي المضاد يساعد في تقليل التغيب داخل الشركات، لكن هذه النقطة لا إجماع حولها.